# تطبيق فائق
التطبيق الخارق أو التطبيق الفائق تطبيق سوبر (بالإنجليزية: Super-app)‏ هو تطبيق للهاتف المحمول أو الويب يمكنه تقديم خدمات متعددة بما في ذلك الدفع ومعالجة المعاملات المالية، ليصبح فعالاً منصة تجارة واتصالات عبر الإنترنت شاملة ومكتفية ذاتياً تحتضن العديد من جوانب الحياة الشخصية والتجارية. تشمل الأمثلة البارزة للتطبيقات الفائقة أليباي وتينسنت ووي تشات في الصين وجراب في جنوب شرق آسيا.